# Slip Madigan
Edward Patrick „Slip” Madigan (Ottawa, Illinois, 1896. november 18. – Oakland, Kalifornia, 1966. október 10.) amerikai amerikaifutball-játékos, valamint amerikaifutball-, baseball- és kosárlabdaedző, atlétikai igazgató.
1916–1917-ben, valamint 1917-ben a Notre Dame Fighting Irish centerje volt. 1974-ben a College Football Hall of Fame tagja lett.

## Élete
Kezdetben a Notre Dame Fighting Irish centerjeként játszott, majd 1921-ben a Saint Mary’s Gaels sikertelen csapatának edzője lett, ahol hatvan játékost toborzott és megtanította nekik a csapat taktikáit. 1927-re a nyugati part legsikeresebb csapata lettek, és kijutottak az 1927-es Rose Bowlra. Legjelentősebb sikerüket 1930-ban érték el, amikor 20–12-re legyőzték az egyik legerősebb csapatnak számító Fordham Ramst.
A játékstílusra kihatott az edző személyisége. Madigan a Rams elleni mérkőzésre százötven szurkolóval közösen vonatozott, előtte este pedig partit rendezett, ahova Babe Ruth baseballjátékost és Jimmy Walker New York-i polgármestert is meghívta. Az 1939-es Cotton Bowl-győzelem után Madigant kirúgták.
1943–1944-ben a második világháborúban szolgáló Eddie Andersont helyettesítve az Iowa Hawkeyes edzője volt. A sportlétesítményeken egy katonai akadémiával osztoztak, ahova szinte minden férfi játékosuk beiratkozott. Az 1943-as 1–6–1-es eredmény ellenére edző maradhatott, azonban 1944-ben még több ponttal vesztettek, 1945-ben pedig Madigan lemondott. 1946-ban a Los Angeles Dons vezérigazgatója volt.
Frank Madigan Alameda megyei seriff rokona. 1974-től a College Football Hall of Fame tagja.

## Eredményei vezetőedzőként
| Év                                                           | Eredmény                       | Eredmény                       | Helyezés                       |                                |
| Év                                                           | Összesített                    | Konferencia                    | Helyezés                       |                                |
| Saint Mary’s Gaels (Független)                               | Saint Mary’s Gaels (Független) | Saint Mary’s Gaels (Független) | Saint Mary’s Gaels (Független) | Saint Mary’s Gaels (Független) |
| ------------------------------------------------------------ | ------------------------------ | ------------------------------ | ------------------------------ | ------------------------------ |
| 1921                                                         | 4–3                            | –                              | –                              |                                |
| 1922                                                         | 3–6                            | –                              | –                              |                                |
| 1923                                                         | 5–3–1                          | –                              | –                              |                                |
| 1924                                                         | 9–1                            | –                              | –                              |                                |
| Saint Mary’s Gaels (Northern California Athletic Conference) |                                |                                |                                |                                |
| 1925                                                         | 8–2                            | 3–0                            | 1.                             |                                |
| 1926                                                         | 9–0–1                          | 4–0                            | 1.                             |                                |
| 1927                                                         | 7–2–1                          | 3–0                            | 1.                             |                                |
| 1928                                                         | 5–4                            | 2–0                            | 1.                             |                                |
| Saint Mary’s Gaels (Független)                               |                                |                                |                                |                                |
| 1929                                                         | 8–0–1                          | –                              | –                              |                                |
| 1930                                                         | 8–1                            | –                              | –                              |                                |
| 1931                                                         | 8–2                            | –                              | –                              |                                |
| 1932                                                         | 6–2–1                          | –                              | –                              |                                |
| 1933                                                         | 6–3–1                          | –                              | –                              |                                |
| 1934                                                         | 7–2                            | –                              | –                              |                                |
| 1935                                                         | 5–2–2                          | –                              | –                              |                                |
| 1936                                                         | 6–3–1                          | –                              | –                              |                                |
| 1937                                                         | 4–3–2                          | –                              | –                              |                                |
| 1938                                                         | 6–2                            | –                              | –                              |                                |
| 1939                                                         | 3–4–1                          | –                              | –                              |                                |
| Saint Mary’s:                                                | 117–45–12                      | 12–0                           | –                              |                                |
| Iowa Hawkeyes (Big Ten Conference)                           |                                |                                |                                |                                |
| 1943                                                         | 1–6–1                          | 0–4–1                          | 9.                             |                                |
| 1944                                                         | 1–7                            | 0–6                            | 9.                             |                                |
| Iowa:                                                        | 2–13–1                         | 0–10–1                         | –                              |                                |
| Összesen:                                                    | 119–58–13                      | –                              | –                              |                                |
| Jelmagyarázat: Konferenciabajnok                             |                                |                                |                                |                                |

## Fordítás
- Ez a szócikk részben vagy egészben  a   Slip Madigan című angol Wikipédia-szócikk ezen változatának fordításán alapul.  Az eredeti cikk szerkesztőit annak laptörténete sorolja fel. Ez a jelzés csupán a megfogalmazás eredetét és a szerzői jogokat jelzi, nem szolgál a cikkben szereplő információk forrásmegjelöléseként.